# مخيم البريج
مخيم البريج أُنشئ المخيم عام 1949 على مساحة قدرها 528 دونماً، تقلصت بعد ذلك حتى وصلت إلى 478 دونماً. يقع إلى الجنوب من مدينة غزة، وهو أحد المخيمات النائية في القطاع. يحده من الشرق خط الهدنة، ومن الغرب مخيم النصيرات، ومن الشمال وادي غزة، ومن الجنوب مخيم المغازي.
أقيم المخيم على اراضي تابعة لقبيلة الحناجرة حيث بدأت «الوكالة» بإقامة الوحدات السكنية الأولية من الطوب، القرميد، والصفيح. ومع ازدياد النمو السكان، أخذ المخيم في التوسع، وسبب تسميته بهذا الاسم يرجع إلى البرج، الذي يقع بجوار المخيم. وبلغ عدد بالسكان، وفق إحصاءات 1995، حوالي 23820 نسمة داخل المخيم، و14990 نسمة خارج المخيم، ويرجع أصل السكان إلى بئر السبع من قبيلة الحناجرة وفي المخيم ثماني مدارس، منها ست مدارس ابتدائية، ومدرستان إعداديتان. المستوى الصحي متدنٍ، كغيره من المخيمات.

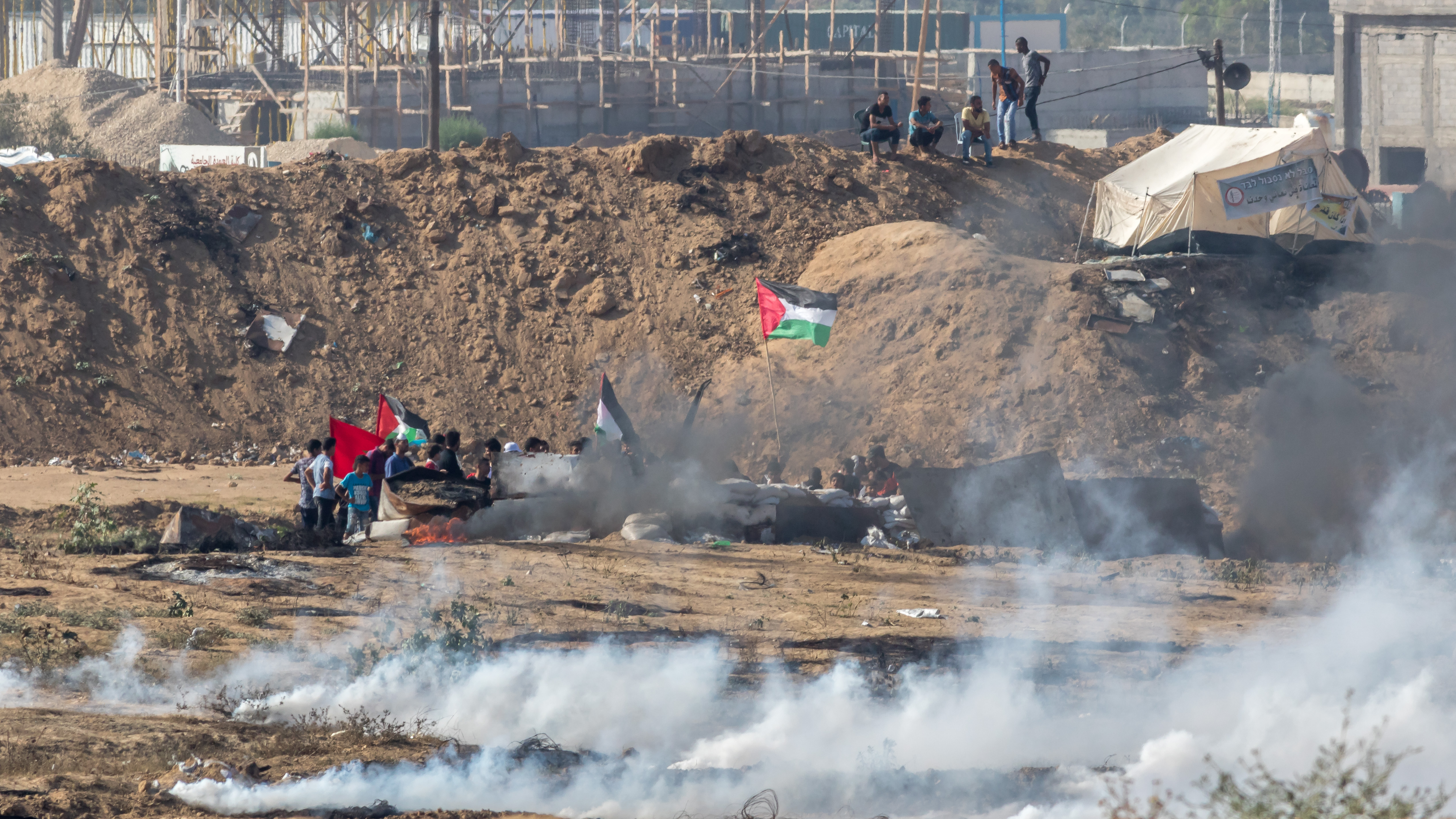
مخيم البريج

## شهداء المخيم
قدم المخيم الكثير من أبنائه شهداء أمثال القائد إبراهيم المقادمة، أسامة حسن الطهراوي، نور أبو عرمانة، محمود مطلق عيسى_ محمد حسين شحادة واخيه جمال شحادة وبسمة نصر عيسى، ناصر محمد عيسى،
ياسر طه، رياض أبو زيد، عبد الناصر أبو شوقة، حسام الكرنز، عماد أبو حجير، محمد الدرة، عيسى البطران وعائلته، إبراهيم عبد الهادي، وغيرهم الكثير من القادة
وبلغ عدد شهداء المخيم أكثر من الف شهيد منذ عام 1948م.
- وفي عدوان 2008 على القطاع تعرض مخيم البريج للقصف الكبيرو رمي قنابل الفسفور المحرمة دولياً واستشهد فيه ما يزيد عن عشرين شهيد
- وفي عدوان 2012 على القطاع قصف الاحتلال العديد من منازل المجاهدين والمدنيين العزل ما ادى لاستشهاد خيرة شباب المخيم
- وفي عدوان 2014 الذي يعتبر الاشنع على وجه البشرية حيث قامت القوات الإسرائيلية بالجوم على قطاع غزة برا وجوا وبحرا، ولكن وقف اهالي القطاع بالمرصاد، حيث واجه مقاومو مخيم البريج جنود الاحتلال من مسافة صفر، حيث استشهد الشهيد محمد فايز الشريف وشقيقه محمود فايز الشريف. الذين سطروا أكبر معنى للتضحية في سبيل الله والدفاع عن المخيم، واغتيال رئيس بلدية البريج الشهيد : انيس أبو شمالة ووالده وابن اخيه في قصف منزله. واغتيال عائلة زيادة في بلوك 12 واستشهاد 7 من افراد العائلة من بينهم الشهيد البطل عمر زيادة، يوسف زيادة، جميل زيادة، وزوجته وابنه شعبان زيادة، والشهيد محمد المقادمة.

## سبب التسمية[2]
سمي البريج بهذا الاسم الى خربة البريج حيث يقع المخيم على مسيرة 8 كم غربي بئر السبع و تمتاز الطبيعة الجغرافية للبريج بوقوعه على تلة مرتفعة قليلا و هي منطقة ساحلية حيث لا يبعد عن البحر الابيض اكثر من 4 كم تقريبا.

## مراحل الإنشاء[2]
يعد مخيم البريج مخيم صغيرا نسبيا وهو يقع وسط  قطاع غزة بجانب مخيم المغازي والنصيرات وتم انشاء المخيم في الخمسينات من القرن الماضي لاستضافة مايقارب من 13000 لاجئ كانوا حتى تلك اللحظة يعيشون في ثكنات الجيش البريطاني و الخيام و اللاجئون الذين استقر بهم المقام في مخيم البريج كانوا قد حضروا اصلا من المدن الواقعة شرق غزة الفالوجا وعدد سكان المخيم يزيد عن 31000 نسمة أن نقص المساكن في المخيم قد ازداد سوءا نتيجة الحصار المفروض على غزة والذي عمل على منع الناس من استيراد مواد البناء كمان ان التزويد بالمياه و الكهرباء غير مناسبين وتنتشر البطالة في المخيم الذي يعاني من معدلات عالية من الفقر. يرجع اصل السكان الى قرى المجدل وأسدود ويافا.

## أعلام
- وفاة محمد صبحي الجديلي